# Cherves-Châtelars
Cherves-Châtelars település Franciaországban, Charente megyében. Lakosainak száma 416 fő (2022. január 1.). Cherves-Châtelars Lésignac-Durand, Le Lindois, Montembœuf, Mouzon, Suaux, Vitrac-Saint-Vincent és Terres-de-Haute-Charente községekkel határos.

## Népesség
A település népessége az elmúlt években az alábbi módon változott:
| Lakosok száma | 656  | 592  | 520  | 434  | 412  | 408  | 413  | 418  | 420  | 416  |
|               | 1968 | 1982 | 1990 | 2006 | 2013 | 2015 | 2017 | 2019 | 2020 | 2022 |